# Herbert Gomolla
Herbert Gomolla (* 7. April 1935 in Beuthen) ist ein ehemaliger deutscher Tischtennisspieler. Er wurde zweimal deutscher Meister im Doppel.

## Erfolge
Gomolla spielte zunächst beim MTV Salzgitter, bei dem er schon 1955 zusammen mit seinem Zwillingsbruder Ernst, der ebenfalls Abwehrspieler war, das Spitzenpaarkreuz bildete. Mit der MTV-Mannschaft gewann er 1960 den deutschen Pokal. 1963 wechselte Herbert Gomolla zum VfL Osnabrück und wurde 1966 und 1968 deutscher Mannschaftsmeister; in der Meistermannschaft spielte er ebenfalls mit seinem Bruder Ernst zusammen. 1959 und 1965 wurden die Brüder deutscher Meister im Doppel. Zudem gewannen die Zwillinge bis 1967 auch fünf Mal den norddeutschen Titel im Herren-Doppel. 1968 verließ er den VfL Osnabrück und schloss sich dem TSV Salzgitter an.
1957 und 1959 wurde Herbert Gomolla für die Weltmeisterschaften nominiert, wo er in den Individualwettbewerben antrat. Zu Länderspieleinsätzen kam er nicht.

## Privat
Neben seinem Zwillingsbruder Ernst hatte er noch eine jüngere Schwester Rosemarie, die zweimal deutsche Meisterin im Damen-Einzel wurde. In Salzgitter arbeitete er als technischer Angestellter. Er ist seit Anfang 1963 verheiratet und hat zwei Kinder. Nach dem Ende seiner Tischtennislaufbahn wechselte er zum Tennis. Hier erreichte er Regionalliga-Stärke, zudem arbeitete er als Trainer.

## Turnierergebnisse
| Verband | Veranstaltung     | Jahr | Ort       | Land | Einzel    | Doppel     | Mixed      | Team |
| ------- | ----------------- | ---- | --------- | ---- | --------- | ---------- | ---------- | ---- |
| FRG     | Weltmeisterschaft | 1959 | Dortmund  | FRG  | letzte 64 | letzte 32  | letzte 128 |      |
| GER     | Weltmeisterschaft | 1957 | Stockholm | SWE  | letzte 64 | letzte 128 | letzte 64  |      |